# Phare de Contas
Le Phare de Contas (en portugais : Farol de Contas)  est un phare situé sur une île dans l'embouchure du Rio de Contas menant au port de Cairu, dans l'État de Bahia - (Brésil).
Ce phare est la propriété de la Marine brésilienne et il est géré par le Centro de Sinalização Náutica e Reparos Almirante Moraes Rego (CAMR) au sein de la Direction de l'Hydrographie et de la Navigation (DHN).

## Histoire
Ce phare marque l'entrée du port de Cairu.
C'est une tour carrée, peinte en blanc, de 18 m. La lanterne est installée sur son sommet.
Le phare émet, à une hauteur focale de 20 m, un éclat blanc toutes les dix secondes avec une portée maximale de 15 milles marins (environ 28 km).
Identifiant : ARLHS : BRA028 ; BR1784 - Amirauté : G0282 - NGA :18156.

### Lien connexe
- Liste des phares du Brésil